# Pohulanka (województwo podlaskie)
Pohulanka – wieś w Polsce położona w województwie podlaskim, w powiecie hajnowskim, w gminie Czeremcha.
| SIMC    | Nazwa | Rodzaj  |
| ------- | ----- | ------- |
| 0025879 | Gajki | kolonia |

W latach 1975–1998 miejscowość administracyjnie należała do województwa białostockiego.
Wierni kościoła rzymskokatolickiego należą do parafii Najświętszej Maryi Panny Królowej Polski w Czeremsze.

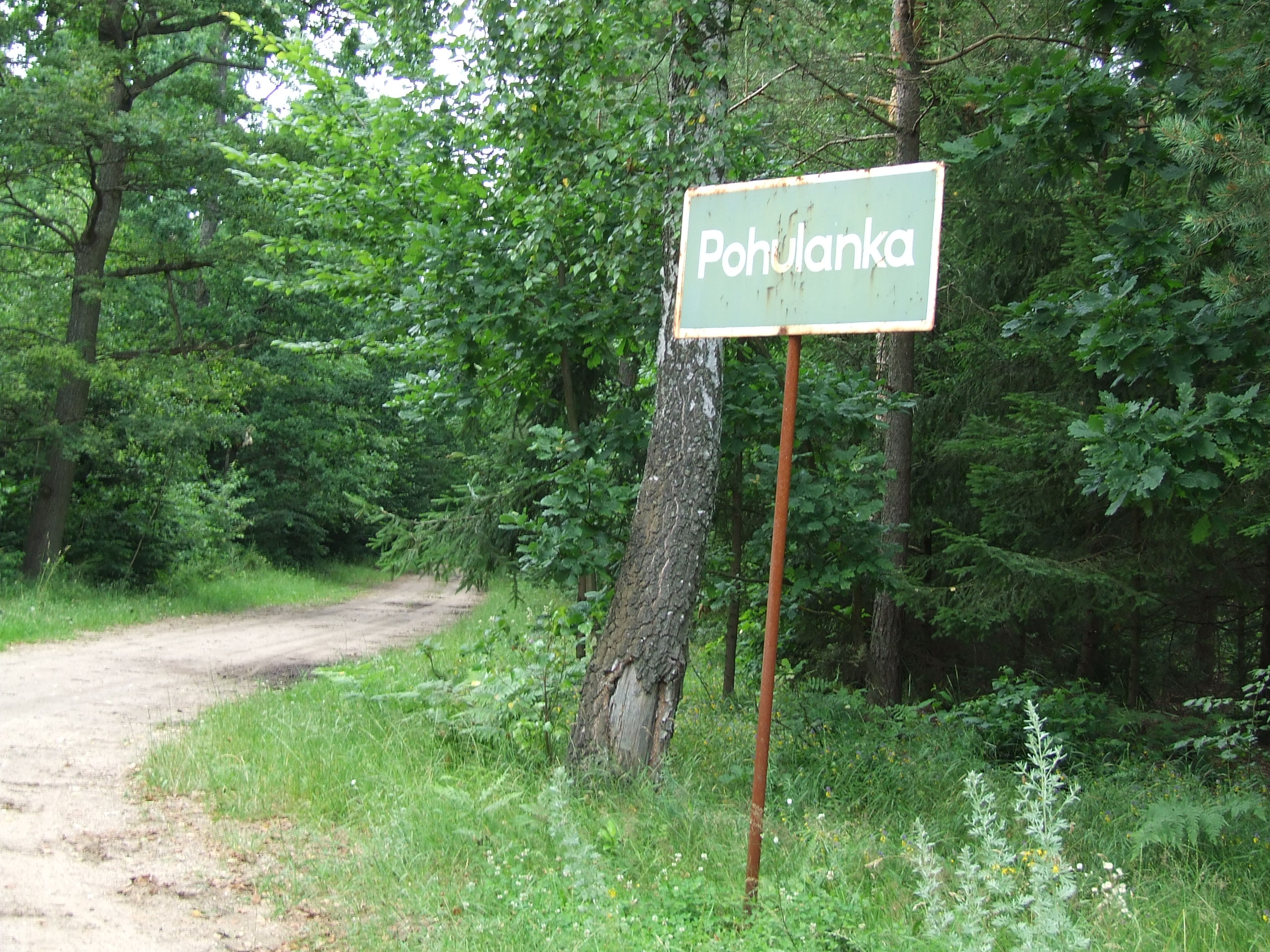
Wjazd do wsi od Dobrowody